# Modulo libero
In matematica, un modulo libero è un modulo particolarmente simile ad uno spazio vettoriale; più precisamente, se {\displaystyle A} è un anello, un {\displaystyle A}-modulo è libero se ha una base, ovvero un insieme di elementi linearmente indipendenti che lo genera.
Nel linguaggio della teoria delle categorie, i moduli liberi sono gli oggetti liberi della categoria degli {\displaystyle A}-moduli.

## Definizione e basi
Sia {\displaystyle A} un anello e {\displaystyle M} un modulo su {\displaystyle A}. {\displaystyle M} è libero se esiste un insieme {\displaystyle E} di elementi di {\displaystyle M} tali che:
- {\displaystyle E} genera {\displaystyle M}: ogni elemento di {\displaystyle M} può essere scritto come combinazione lineare (finita) di elementi di {\displaystyle E}, ossia per ogni {\displaystyle m} in {\displaystyle M} esistono {\displaystyle a_{1},\ldots ,a_{n}\in A} ed {\displaystyle e_{1},\ldots ,e_{n}\in E} tali che {\displaystyle m=a_{1}e_{1}+\cdots +a_{n}e_{n}};
- {\displaystyle E} è linearmente indipendente: se esistono {\displaystyle a_{1},\ldots ,a_{n}\in A} ed {\displaystyle e_{1},\ldots ,e_{n}\in E} tali che {\displaystyle a_{1}e_{1}+\cdots +a_{n}e_{n}=0}, allora tutti gli {\displaystyle a_{i}} sono uguali a 0.

Mentre ogni modulo possiede un insieme di generatori (ad esempio si può prendere {\displaystyle E=M} stesso), l'indipendenza lineare è una proprietà molto più stringente: esistono ad esempio moduli in cui nessun insieme non vuoto è linearmente indipendente, come lo {\displaystyle \mathbb {Z} }-modulo {\displaystyle \mathbb {Z} _{n}} delle classi di resto modulo {\displaystyle n}.
Se {\displaystyle A} è un campo, gli {\displaystyle A}-moduli sono gli spazi vettoriali, e ognuno di essi ha una base: di conseguenza tutti gli {\displaystyle A}-moduli sono liberi. Vale anche il viceversa: se tutti gli {\displaystyle A}-moduli sono liberi, e {\displaystyle A} è commutativo, allora {\displaystyle A} è un campo; lasciando cadere l'ipotesi di commutatività, {\displaystyle A} deve essere un corpo.
Nei moduli liberi, gli elementi della base si comportano come coordinate: segue infatti dall'indipendenza lineare che l'espressione di ogni elemento {\displaystyle m} come combinazione degli elementi della base è unica. Di conseguenza, un modulo libero è la somma diretta di copie di {\displaystyle A}.
Un particolare modulo libero è l'anello {\displaystyle A} stesso. Se {\displaystyle A} è unitario, ha {\displaystyle \{1_{A}\}} come base (è quindi anche ciclico).
Se {\displaystyle M} è libero, non ha un'unica base; in generale, neppure la cardinalità della base è univocamente determinata. Questa quantità è invariante però per tutti gli anelli commutativi e per tutti gli anelli noetheriani; in particolare si ottiene che la dimensione degli spazi vettoriali è ben definita. Essa viene detta rango del modulo libero.

## Proprietà universale
Si può caratterizzare "il" modulo libero generato da un insieme {\displaystyle S} (unico a meno di isomorfismo unico) tramite una proprietà universale. Dato un insieme {\displaystyle S}, un {\displaystyle A}-modulo libero generato da {\displaystyle S} è un modulo {\displaystyle M} che contiene {\displaystyle S} e tale che, per ogni {\displaystyle A}-modulo {\displaystyle N} e per ogni morfismo di insiemi {\displaystyle f\colon S\to N}, rimanga determinato uno e un solo omomorfismo di moduli {\displaystyle \varphi \colon M\to N} tale che {\displaystyle \varphi |_{S}=f}. L'omomorfismo {\displaystyle \varphi } viene definito sfruttando il fatto, equivalente al fatto che {\displaystyle M} sia libero su {\displaystyle S}, che ogni elemento di {\displaystyle M} si scrive in modo unico come combinazione lineare di elementi di {\displaystyle S}. Se {\displaystyle m=\sum _{s\in S}a_{s}s}, si pone {\displaystyle \varphi (m)=\sum _{s\in S}a_{s}f(s).}

## Costruzione
A partire da un insieme arbitrario {\displaystyle E}, è possibile costruire un {\displaystyle A}-modulo libero che ha {\displaystyle E} come base: considerando tutte le combinazioni lineari formali {\displaystyle a_{1}e_{1}+\cdots +a_{n}e_{n}}, per qualsiasi sottoinsieme finito {\displaystyle \{e_{1},\ldots ,e_{n}\}} e qualsiasi {\displaystyle a_{1},\ldots ,a_{n}\in A}; l'addizione e la moltiplicazione scalare vengono poi definiti termine a termine.
A partire da questo si può dimostrare che ogni modulo è quoziente di un modulo libero: dato infatti un insieme di generatori {\displaystyle E} per {\displaystyle M} (ad esempio {\displaystyle E=M} stesso), si può formare il modulo libero su {\displaystyle E}, e considerare il sottomodulo {\displaystyle N} generato dalle relazioni tra elementi di {\displaystyle M} (ad esempio, se {\displaystyle e+f=0}, allora {\displaystyle e+f} sarà contenuto in {\displaystyle N}). Il quoziente {\displaystyle L/N} risulta isomorfo a {\displaystyle M}.

## Proprietà
Somme e prodotti di moduli liberi sono ancora liberi; lo stesso vale per il prodotto tensoriale di due moduli liberi.
Tutti i moduli liberi sono proiettivi e piatti; unito al fatto che ogni modulo è quoziente di un modulo libero, questo dimostra che ogni modulo ha una risoluzione proiettiva. Al contrario, è raro che i moduli liberi siano iniettivi: ad esempio, se {\displaystyle A} è commutativo e locale, {\displaystyle A} stesso (considerato come {\displaystyle A}-modulo) può essere iniettivo solo se la sua dimensione è 0.